# Croatia Open Umag 2016
Croatia Open Umag 2016, oficiálním sponzorským názvem Konzum Croatia Open Umag 2016, byl tenisový turnaj pořádaný jako součást mužského okruhu ATP World Tour, který se hrál na otevřených antukových dvorcích Mezinárodního tenisového centra. Probíhal mezi 18. až 24. červencem 2016 v chorvatském Umagu jako dvacátý sedmý ročník turnaje.
Turnaj s rozpočtem 520 070 eur patřil do kategorie ATP World Tour 250. Nejvýše nasazeným hráčem ve dvouhře se stal dvacátý čtvrtý tenista světa Pablo Cuevas z Urugaye. Jako poslední přímý účastník do hlavní singlové soutěže nastoupil 124. argentinský hráč žebříčku Carlos Berlocq.
V mužské části triumfoval Ital Fabio Fognini, který zde ve finále v roce 2013 neuspěl. Deblovou část ovládl slovensko-španělský pár Martin Kližan a David Marrero, jenž získali druhou společnou trofej.

## Rozdělení bodů a finančních odměn

### Rozdělení bodů
| Soutěž  | vítězové | finalisté | semifinalisté | čtvrtfinalisté | 16 v kole | 32 v kole | Q  | Q3 | Q2 | Q1 |
| ------- | -------- | --------- | ------------- | -------------- | --------- | --------- | -- | -- | -- | -- |
| dvouhra | 250      | 150       | 90            | 45             | 20        | 0         | 12 | 6  | 0  | 0  |
| čtyřhra | 250      | 150       | 90            | 45             | 0         | —         | —  | —  | —  | —  |

### Finanční odměny
| Soutěž                              | vítězové | finalisté | semifinalisté | čtvrtfinalisté | 16 v kole | 32 v kole | Q3     | Q2     | Q1 |
| ----------------------------------- | -------- | --------- | ------------- | -------------- | --------- | --------- | ------ | ------ | -- |
| dvouhra                             | €82 450  | €43 430   | €23 525       | €13 400        | €7 900    | €4 680    | €2 105 | €1 055 | —  |
| čtyřhra                             | €25 070  | €13 170   | €7 140        | €4 080         | €2 390    | —         | —      | —      | —  |
| částka ve čtyřhře je uvedena na pár |          |           |               |                |           |           |        |        |    |

## Mužská dvouhra

### Nasazení
| Stát                             | Hráč                | ATP | Nasazení |
| -------------------------------- | ------------------- | --- | -------- |
| Uruguay                          | Pablo Cuevas        | 24. | 1.       |
| Portugalsko                      | João Sousa          | 30. | 2.       |
| Francie                          | Jérémy Chardy       | 34. | 3.       |
| Itálie                           | Fabio Fognini       | 36. | 4.       |
| Španělsko                        | Nicolás Almagro     | 44. | 5.       |
| Španělsko                        | Pablo Carreño Busta | 46. | 6.       |
| Slovensko                        | Martin Kližan       | 47. | 7.       |
| Česko                            | Jiří Veselý         | 50. | 8.       |
| Žebříček ATP k 11. červenci 2016 |                     |     |          |

### Jiné formy účasti
Následující hráči obdrželi divokou kartu do hlavní soutěže:
- Nikola Mektić
- Nino Serdarušić
- Franko Škugor

Následující hráči postoupili z kvalifikace:
- Nikola Čačić
- André Ghem
- Michael Linzer
- Enrique López-Pérez

Následující hráč obdržel do hlavní soutěže zvláštní výjimku:
- Renzo Olivo

### Skrečování
- Franko Škugor[1]
- Jiří Veselý (poranění levého ramene)[1]

## Mužská čtyřhra

### Nasazení
| Stát                                                                        | Hráč            | Stát        | Hráč                    | ATP  | Nasazení |
| --------------------------------------------------------------------------- | --------------- | ----------- | ----------------------- | ---- | -------- |
| Spojené království                                                          | Colin Fleming   | Polsko      | Mariusz Fyrstenberg     | 112. | 1.       |
| USA                                                                         | Nicholas Monroe | Nový Zéland | Artem Sitak             | 115. | 2.       |
| Slovensko                                                                   | Andrej Martin   | Chile       | Hans Podlipnik-Castillo | 130. | 3.       |
| Chorvatsko                                                                  | Nikola Mektić   | Chorvatsko  | Antonio Šančić          | 178. | 4.       |
| Žebříček ATP k 11. červenci 2016; číslo je součtem umístění obou členů páru |                 |             |                         |      |          |

### Jiné formy účasti
Následující páry obdržely divokou kartu do hlavní soutěže:
- Tomislav Draganja /  Nino Serdarušić
- Dino Marcan /  Ante Pavić

Následující pár nastoupil do čtyřhry z pozice náhradníka:
- Riccardo Ghedin /  Alessandro Motti

## Přehled finále

### Mužská dvouhra
- Fabio Fognini vs.  Andrej Martin, 6–4, 6–1

### Mužská čtyřhra
- Martin Kližan /  David Marrero vs.  Nikola Mektić /  Antonio Šančić, 6–4, 6–2